# 関口由紀 (医師)
関口 由紀（せきぐち ゆき）は、日本の医師。神奈川県横浜市出身。日本泌尿器科学会認定専門医・指導医、日本東洋医学会認定専門医・指導医、日本性機能学会認定専門医、日本排尿機能学会認定専門医、日本メンズヘルス医学会テストステロン治療認定医、博士（医学）、経営学修士。女性医療クリニック・LUNAグループの理事長、株式会社フェムゾーンラボ社長、横浜市立大学大学院医学部泌尿器病態学客員教授を務める。

## 来歴
1989年、山形大学医学部卒業。横浜市民病院臨床研修医。1991年横浜市立大学医学部泌尿器科助手。1994年より漢方の大家である丁宗鐵に師事し研鑽を行う。2000年4月、日本東洋医学会専門医取得。2004年4月、日本東洋医学会指導医認定。2003年より横浜市立大学医学部泌尿器科で女性泌尿器外来担当。2000年より湘南鎌倉総合病院に婦人科部長と協力して婦人泌尿器センターを設立。
横浜南共済病院、横浜市立港湾病院、横浜市立市民総合医療センター勤務なども経て、2007年横浜市立大学大学院医学部泌尿器病態学を修了し、同大学より博士（医学）を取得する。また同大学で客員教授となる。2009年、日本大学グローバルビジネス研究科を修了し、経営学修士 (MBA) を取得。
2005年4月に「横浜元町女性医療クリニック・LUNA」を開設。2007年、医療法人LEADING GIRLS理事長就任。2008年6月、婦人科を分院し、女性医療クリニックLUNA・ANNEXを開設。2009年5月、骨盤底トレーニングセンターとして、併設していたLUNA治療院を拡大。2012年、LUNA骨盤底トータルサポートクリニック院長就任。2013年6月 LUNA骨盤底トータルサポートクリニック内、美容医療施設として、LUNAメディカルビューティーセンターをOPENし、美容皮膚科、形成外科診療を開始。2015年11月 大阪府大阪市に女性医療クリニックLUNA心斎橋を開院。2016年 LUNAヘルススタジオオープン。2018年9月横浜の3つのクリニックを、診療科別の医療から「女性のステージ別の医療」に移行するため、診療科を再編成し移転。新生LUNAとして、主に生殖年齢にある女性の健康管理を行う女性医療クリニックLUNA横浜元町、更年期以後の女性の健康管理と抗加齢医療を行う女性医療クリニックLUNAネクストステージの2つのクリニックとして再スタート。

## 著書
- 『高齢者のための漢方ベストチョイス (排尿障害・尿失禁)』 医学書院、1999年
- 『40代からの尿の悩み解消法』(監修) 旬報社、2004年
- 『スキルアップのための漢方相談ガイド (泌尿器・腎)』 南山堂、2004年
- 『尿のトラブルがまんしていませんか? 最新治療で女性の悩みを解消』 講談社、2005年
- ピーター・パパ・ペトロス著『インテグラル理論で考える女性の骨盤底疾患』訳:関口由紀、シュプリンガー・ジャパン、2006年
- 『健康美人の麻の実ごはん』 (漢方監修:関口由紀) ぶんか社、2009年
- 『女性泌尿器科専門医が教える自分で治す! 尿トラブル』 主婦の友社、2009年
- 『誰も教えてくれなかった 飽きない! セックス』 角川マーケティング、2010年
- 『カラダがときめく ちつトレ!』 アスコム、2012年
- 『「女の不調」解消BOOK』 PHP文庫、2013年
- 『ホルモンを整えて潤い美女になる！』 メディアファクトリー、2013年
- 『女性外来の骨盤底筋トレーニング』 宝島社、2014年
- 『キョウイクSEX』 主婦の友社、2014年
- 『女性ホルモンの力でキレイをつくる本』 朝日新聞出版、2015年
- 『ちょびもれ女子のための「あ！」すっきり手帖』主婦の友社、2017年
- 『女性の尿もれ・頻尿は骨盤底筋を鍛えて防ぐ！』PHP研究所、2018年
- 『快体新書』（監修）平原社、2018年
- 『骨粗鬆症は骨強化すれば防げる！治せる！』（監修）総合科学出版、2018年
- 『自分で治す！頻尿・尿もれ』洋泉社、2018年
- 『頻尿・尿もれを自分で治す方法』（監修）平原社、2019年
- 『女性の劣化を食い止めるちつのケア』2020年
- 『尿もれ、下腹ぽっこり解消！骨盤底筋の使い方』（監修）池田書店、2020年
- 『トイレが近い人のお助けBOOK』（監修）主婦の友社　2021年
- 『女性のからだの不調の治し方』2021年
- 『セックスにさよならは言わないで～悩みをなくす腟ケアの手引き』径書房　2021年
- 『性ホルモンで乗り越える男と女の更年期　知っておきたい驚異のテストステロンパワー』産業編集センター　2023年

## 業績
2005年
- 性器脱に対する腹腔鏡下手術--インテグラル理論とPosterior-IVS施行前後の腹腔鏡使用経験

(特集 ここまできた産婦人科腹腔鏡下手術) 産婦人科治療 産婦人科治療 91(3), 308-317, 2005-09 永井書店
- 女性専門外来 座談会 漢方はこんなに効いている! (漢方) 週刊朝日

週刊朝日 110(15), 26-31, 2005-04-05 朝日新聞社
- 腹圧性尿失禁に対する保存療法 (焦点 女性の尿失禁:最新の治療とケア)

看護技術 看護技術 51(4), 294-296, 2005-04 メヂカルフレンド社
- 大建中湯が薬剤性肝障害の遷延化に関与したと思われる一症例(41調剤・副作用, 第56回日本東洋医学会学術総会)

日本東洋醫學雜誌 日本東洋醫學雜誌 56(別冊), 256, 2005-04 社団法人日本東洋医学会
- 子宮摘出後の骨盤底障害に対する個別骨盤底筋体操併用仙骨骨膜鍼刺激療法の効果(16産婦人科 (1),

第56回日本東洋医学会学術総会)日本東洋醫學雜誌 日本東洋醫學雜誌 56(別冊), 176, 2005-04 社団法人日本東洋医学会
- 民国初期に於ける『霊枢識』の影響(12医史学 (2), 第56回日本東洋医学会学術総会)

日本東洋醫學雜誌 日本東洋醫學雜誌 56(別冊), 164, 2005-04
社団法人日本東洋医学会
- 漢方療法患者の食事嗜好調査(40調査・教育, 第56回日本東洋医学会学術総会)

日本東洋醫學雜誌 日本東洋醫學雜誌 56(別冊), 249, 2005-04
社団法人日本東洋医学会
- 新しい尿失禁手術TOT-MONARC(第93回日本泌尿器科学会総会)

日本泌尿器科學會雜誌 日本泌尿器科學會雜誌 96(2), 133, 2005-03-05
社団法人日本泌尿器科学会
- 性器脱に対する腹腔鏡下手術--インテグラル理論とPosterior-IVS施行前後の腹腔鏡使用経験

(特集 ここまできた産婦人科腹腔鏡下手術) 産婦人科治療 産婦人科治療 91(3), 308-317, 2005-09 永井書店
2006年
- 塩酸プロピベリンによる頻尿・尿失禁の治療効果とKHQ,ICIQ-SFを用いたQOLスコア改善度との相関性

Propiverine hydrochloride improved correlatively subjective QOL and objective findings in Japanese patients with urinary frequency and/or incontinence
- 間質性膀胱炎に対して漢方治療が有効であった2症例(泌尿器科疾患,一般演題,第57回日本東洋医学会学術総会)

日本東洋醫學雜誌 日本東洋醫學雜誌 57(別冊), 256, 2006-05-31 社団法人日本東洋医学会
泌尿器科紀要 泌尿器科紀要 52(5), 343-348, 2006-05 泌尿器科紀要刊行会
- 身体表現性障害に加味逍遥散と半夏厚朴湯の併用が有効であった3例(精神・心身医学・全人医療2,一般演題,第57回日本東洋医学会学術総会)

日本東洋醫學雜誌 日本東洋醫學雜誌 57(別冊), 236, 2006-05-31 社団法人日本東洋医学会
- 月経異常に対する漢方とピルの治療における比較検討(産科・婦人科疾患2,一般演題,第57回日本東洋医学会学術総会)

日本東洋醫學雜誌 日本東洋醫學雜誌 57(別冊), 181, 2006-05-31 社団法人日本東洋医学会
- 座談会 男性更年期障害の漢方治療

伝統医学 伝統医学 9(2), 39-47, 2006-06-01 臨床情報センター
- 女性性機能障害に対する漢方療法の医古文的考察

日本性機能学会雑誌 = The japanese journal of Impotence Research
日本性機能学会雑誌 = The japanese journal of Impotence Research 21(2), 209-210, 2006-08-01
- AVP-016 局所麻酔によるメッシュ利用日帰り膀胱瘤(central defect)形成手術(総会賞応募ビデオ,第94回日本泌尿器科学会総会)

日本泌尿器科學會雜誌 日本泌尿器科學會雜誌 97(2), 218, 2006-03-10 社団法人日本泌尿器科学会
- 女性の泌尿器疾患と漢方療法2006 (女性医療と漢方医療) -- (女性の全般的診療に役立つ漢方臨床)

産婦人科治療 産婦人科治療 92(-), 569-574, 2006 永井書店
2007年
- 泌尿器科学発展のために、女性泌尿器科医ができること(大海の一滴 : 泌尿器科女性医師の増員に何が必要か??『女性泌尿器科医の会』アンケート調査の報告,

第95回日本泌尿器科学会総会)
日本泌尿器科學會雜誌 日本泌尿器科學會雜誌 98(2), 203, 2007-02-20 社団法人日本泌尿器科学会
- 座長のことば(私達はこうしてほしい-中高年女性の性に関する意識調査2007, 第95回日本泌尿器科学会総会)

日本泌尿器科學會雜誌 日本泌尿器科學會雜誌 98(2), 147, 2007-02-20 社団法人日本泌尿器科学会
- 尿失禁と漢方 (特集 女性のQOLと漢方)

Kampo medicine for incontinence 産婦人科治療 産婦人科治療 95(6), 620-623, 2007-12 永井書店
- 難治性性器脱の手術療法--The Tissue Fixation System(TFS)手術 (特集 更年期の女性医学)

産婦人科の世界 産婦人科の世界 59(9), 837-844, 2007-09 医学の世界社 2007年
- 女性医師の性意識および性機能調査

日本性機能学会雑誌 = The japanese journal of Impotence Research
日本性機能学会雑誌 = The japanese journal of Impotence Research 22(2), 238, 2007-08-10
- 慢性骨盤部痛症候群に対する鍼灸療法の考察 第2報(泌尿器科疾患2, 第58回日本東洋医学会学術総会)

日本東洋醫學雜誌 日本東洋醫學雜誌 58(別冊), 271, 2007-05 社団法人日本東洋医学会
- 月経前症候群に対する漢方療法の検討(産科・婦人科疾患1, 第58回日本東洋医学会学術総会)

日本東洋醫學雜誌 日本東洋醫學雜誌 58(別冊), 249, 2007-05 社団法人日本東洋医学会
- 浮腫に医療リンパドレナージと鍼灸の併用が有効であった一例について(鍼灸2, 第58回日本東洋医学会学術総会)

日本東洋醫學雜誌 日本東洋醫學雜誌 58(別冊), 232, 2007-05 社団法人日本東洋医学会
- 思春期・不登校女子生徒に漢方薬が有効であった2例(精神・心身医学・全人医療3, 第58回日本東洋医学会学術総会)

日本東洋醫學雜誌 日本東洋醫學雜誌 58(別冊), 184, 2007-05 社団法人日本東洋医学会
- 女性医師の性機能および性意識調査(私達はこうしてほしい-中高年女性の性に関する意識調査2007, 第95回日本泌尿器科学会総会)

日本泌尿器科學會雜誌 日本泌尿器科學會雜誌 98(2), 148, 2007-02-20 社団法人日本泌尿器科学会
- 女性の下部尿路症状に対する漢方療法 (特集1・女性の排尿障害)

医薬ジャーナル 医薬ジャーナル 43(2), 108-114, 2007-02 医薬ジャーナル社
- 甘草減量により偽アルドステロン症が軽快した2例

Development of Pseudo-aldosteronism Depends on Amount of Glycyrrhizae Radix in Each Individual
日本東洋醫學雜誌 日本東洋醫學雜誌 58(2), 273-276, 2007-03-20 社団法人日本東洋医学会
- FSFIを使用した中高年女性の性機能および性意識調査

日本性機能学会雑誌 = The japanese journal of Impotence Research
日本性機能学会雑誌 = The japanese journal of Impotence Research 22(2), 237, 2007-08-10
- ED患者のパートナーのFSDを考える

日本性機能学会雑誌 = The japanese journal of Impotence Research
日本性機能学会雑誌 = The japanese journal of Impotence Research 22(2), 174, 2007-08-10
- 膀胱痛症候群に対する竜胆瀉肝湯の効果(泌尿器科疾患2, 第58回日本東洋医学会学術総会)

日本東洋醫學雜誌 日本東洋醫學雜誌 58(別冊), 270, 2007-05 社団法人日本東洋医学会
- AVP-013 Tissue Fixation System (TFS) による腹圧性尿失禁手術(第95回日本泌尿器科学会総会)

日本泌尿器科學會雜誌 日本泌尿器科學會雜誌 98(2), 237, 2007-02-20 社団法人日本泌尿器科学会
- 女性専門インターネット情報サイトを使った中高年女性の性機能および性意識調査(私達はこうしてほしい-中高年女性の性に関する意識調査2007, 第95回日本泌尿器科学会総会)

日本泌尿器科學會雜誌 日本泌尿器科學會雜誌 98(2), 147, 2007-02-20 社団法人日本泌尿器科学会
- Self-sterilizing catheters with titanium dioxide photocatalyst thin films for clean

intermittent catheterization:basis and study of clinical use lnt J Urol 14:426-30.2007
2008年
- 女性性機能障害 (FSD) Up to date : ISSWSH 2008に参加して

日本性機能学会雑誌 = The japanese journal of Impotence Research
日本性機能学会雑誌 = The japanese journal of Impotence Research 23(2), 181-182, 2008-08-01
- 尿流測定機能付きトイレ(TOTO製CES445)の開発並びに使用経験(Neurourology/臨床1,一般演題ポスター,第96回日本泌尿器科学会総会)

日本泌尿器科學會雜誌 日本泌尿器科學會雜誌 99(2), 510, 2008-02-20 社団法人日本泌尿器科学会
- Monarc^<tm>を使用したTOT(transobturator tape)手術に関する前向き多施設共同研究(排尿障害/臨床,総会賞応募ポスター,第96回日本泌尿器科学会総会)

日本泌尿器科學會雜誌 日本泌尿器科學會雜誌 99(2), 244, 2008-02-20 社団法人日本泌尿器科学会
- 抗コリン薬も、三環型抗うつ薬も効かないFEMALE LUTS(女性泌尿器科疾患の診断におけるpitfall,第96回日本泌尿器科学会総会)

日本泌尿器科學會雜誌 日本泌尿器科學會雜誌 99(2), 195, 2008-02-20 社団法人日本泌尿器科学会
- 改善しない頻尿、下腹部不快感を訴える症例(女性泌尿器科疾患の診断におけるpitfall,第96回日本泌尿器科学会総会)

日本泌尿器科學會雜誌 日本泌尿器科學會雜誌 99(2), 194, 2008-02-20 社団法人日本泌尿器科学会
- 膀胱瘤を合併した過活動膀胱の一例(女性泌尿器科疾患の診断におけるpitfall,第96回日本泌尿器科学会総会)

日本泌尿器科學會雜誌 日本泌尿器科學會雜誌 99(2), 194, 2008-02-20 社団法人日本泌尿器科学会
- 小児泌尿器科疾患を有する女児の診断とフォローアップの注意点(女性泌尿器科疾患の診断におけるpitfall,第96回日本泌尿器科学会総会)

日本泌尿器科學會雜誌 日本泌尿器科學會雜誌 99(2), 193, 2008-02-20 社団法人日本泌尿器科学会
- 更年期以降の外陰部乾燥, 掻痒に対する estrogen 含有クリーム剤(バストミン^<TM>)の効果

Effect of estrogen cream administration on itching and dryness of external genitalia in post-menopausal women
日本更年期医学会雑誌 = The Journal of the Japan Menopause Society
日本更年期医学会雑誌 = The Journal of the Japan Menopause Society 16(2), 252-257, 2008-10-01
- 女性泌尿器科外来受診患者の性機能調査

日本性機能学会雑誌 = The japanese journal of Impotence Research
日本性機能学会雑誌 = The japanese journal of Impotence Research 23(2), 215, 2008-08-01
- Female Urology 女性泌尿器科疾患FILE(8・最終回)その他の疾患と尿路の不定愁訴

泌尿器ケア 泌尿器ケア 13(8), 836-839, 2008-08 メディカ出版
- トイレ設置型尿流量測定装置は,検査環境を改善し,患者QOLを向上させるか?

Does the uroflowmetry system in the lavatory improve the patient's QOL during examinations?
臨床泌尿器科 臨床泌尿器科 62(9), 699-704, 2008-08 医学書院
- 月経前症候群に対するホルモン療法と比較した漢方療法の効果(産科・婦人科疾患2,一般演題,伝統医学のあるべきかたちとは-世界の潮流と日本の役割-,

第59回日本東洋医学会学術総会)
日本東洋醫學雜誌 日本東洋醫學雜誌 59(別冊), 211, 2008-05-07 社団法人日本東洋医学会
- 茯苓甘草湯が有効であった特発性浮腫の一例(漢方処方・湯液6,一般演題,伝統医学のあるべきかたちとは-世界の潮流と日本の役割-,第59回日本東洋医学会学術総会)

日本東洋醫學雜誌 日本東洋醫學雜誌 59(別冊), 203, 2008-05-07 社団法人日本東洋医学会
- 女性過活動膀胱患者における抗ムスカリン薬の有効性に対する検討 : 抗ムスカリン薬4剤比較(Neurourology/臨床1,一般演題口演,第96回日本泌尿器科学会総会)

日本泌尿器科學會雜誌 日本泌尿器科學會雜誌 99(2), 314, 2008-02-20 社団法人日本泌尿器科学会
- 冷えにより症状が悪化した過活動膀胱患者への漢方薬の効果に関する検討

Effect of Kampo Medicine (Japanese Herbal Medicine) for Overactive Bladder which Got Worse by Coldness
日本東洋醫學雜誌 = Japanese journal of oriental medicine
日本東洋醫學雜誌 = Japanese journal of oriental medicine 62(5), 634-637, 2011-09-20 日本東洋医学会
- 女性パートナーからみた性生活とED治療薬に関する意識調査

Survey on the Women's Attitude toward Sexual Life and ED Therapeutic Agent
日本性機能学会雑誌 = The japanese journal of Impotence Research
日本性機能学会雑誌 = The japanese journal of Impotence Research 23(1), 29-38, 2008-06-30
- 安中散・下腿温灸併用療法の膀胱痛症候群/間質性膀胱炎に対する効果(泌尿器科疾患,一般演題,伝統医学のあるべきかたちとは-世界の潮流と日本の役割-,

第59回日本東洋医学会学術総会)
日本東洋醫學雜誌 日本東洋醫學雜誌 59(別冊), 258, 2008-05-07 社団法人日本東洋医学会
- Tissue Fixation System<TFS>による尿道括約不全(ISD)治療の短期成績(尿失禁,一般演題口演,第96回日本泌尿器科学会総会)

日本泌尿器科學會雜誌 日本泌尿器科學會雜誌 99(2), 323, 2008-02-20 社団法人日本泌尿器科学会
- Self-sterilization using silicone catheters coated with Ag and TiO2 nanocomposite thin film

J Biomed Nater Res B Appl Biomater 85:453-60.2008
2009年
- 女性性機能障害治療(FSD)の実際

日本性機能学会雑誌 = The japanese journal of Impotence Research
日本性機能学会雑誌 = The japanese journal of Impotence Research 24(2), 187-188, 2009-08-15
- 泌尿器科における漢方医学からみたアンチエイジング (特集 各診療科における漢方医学からみたアンチエイジング)

Kampo medicine for antiaging in urology clinic
漢方と最新治療 漢方と最新治療 18(1), 27-32, 2009-02 世論時報社出版部・医書編集室
- 未治療女性過活動膀胱患者における治療前後の性機能の評価

日本性機能学会雑誌 = The japanese journal of Impotence Research
日本性機能学会雑誌 = The japanese journal of Impotence Research 24(2), 282, 2009-08-15
- 過活動膀胱と女性の性機能障害

日本性機能学会雑誌 = The japanese journal of Impotence Research
日本性機能学会雑誌 = The japanese journal of Impotence Research 24(2), 186, 2009-08-15
- 旅行と女性の尿トラブル--急性膀胱炎・心因性頻尿、腹圧性尿失禁を中心に (特集 心地よい旅のために(泌尿器科の旅行医学)) -- (旅行と排尿トラブル)

Lower urinary symptoms in women during travel: acute cystitis, psychogenic frequent urination and stress urinary incontinence
日本旅行医学会学会誌 日本旅行医学会学会誌 7(1), 109-113, 2009-04 日本旅行医学会
- 性器脱と機能障害--TFS手術 (特集 性器脱と尿失禁Up to date)

Pelvic organ prolapse and pelvic floor dysfunction: TFS operaton
産婦人科治療 産婦人科治療 98(3), 227-236, 2009-03 永井書店
- 女性過活動膀胱患者におけるメタボリックシンドロームの関連性に関する検討(Neurourology/臨床1,一般演題口演,第97回日本泌尿器科学会総会)

日本泌尿器科學會雜誌 日本泌尿器科學會雜誌 100(2), 270, 2009-02-20 社団法人日本泌尿器科学会
- 漢方療法の実際 女性泌尿器科疾患と漢方療法 (特集 泌尿器科領域の漢方療法--エキスパートに聞く)

Kampo for female urology 臨床泌尿器科 臨床泌尿器科 63(12), 955-961, 2009-11 医学書院
- クリニックでのTissue Fixation System(TFS)による日帰り骨盤臓器脱手術(総会賞応募ビデオ,第97回日本泌尿器科学会総会)

日本泌尿器科學會雜誌 日本泌尿器科學會雜誌 100(2), 114, 2009-02-20 社団法人日本泌尿器科学会
- Outpatient mid urethral tissue fixation system sling for urodynamic stress urinary incontinence:1-year results

J Urol 182:2810-3.2009
2010年
- 独立採算型NPO女性医療クリニックLUNAの可能性(魅力ある泌尿器科とするためには 今、何をすべきか。何が必要か。,シンポジウム9,第98回日本泌尿器科学会総会)

日本泌尿器科學會雜誌 日本泌尿器科學會雜誌 101(2), 118, 2010-02-20 社団法人日本泌尿器科学会
- 女性過活動膀胱患者における精神症状との関連性に関する検討(Neurourology/臨床2,一般演題口演,第98回日本泌尿器科学会総会)

日本泌尿器科學會雜誌 日本泌尿器科學會雜誌 101(2), 246, 2010-02-20 社団法人日本泌尿器科学会
- 月経異常を鍼灸治療する際の西洋医学的な注意点 (特集 月経異常と鍼灸治療)

道の日本 医道の日本 69(4), 26-30, 2010-04 医道の日本社
- クリニックでのTissue Fixation System (TFS)による日帰り骨盤臓器脱手術2(膀胱・前立腺・尿失禁,一般演題ビデオ,第98回日本泌尿器科学総会)

日本泌尿器科學會雜誌 日本泌尿器科學會雜誌 101(2), 361, 2010-02-20 社団法人日本泌尿器科学会
2011年
- 美人女医5人が講義する「私の女性器研究」

週刊ポスト 週刊ポスト 43(6), 135-139, 2011-02-11 小学館
- 女性の排尿トラブルと漢方 (特集 女性の医療と漢方--これだけは知っておきたい漢方の知識)

The Kampo medicines for female urology
産婦人科治療 産婦人科治療 103(5), 497-502, 2011-11 永井書店
- 女性過活動膀胱患者における性機能の評価(発表・討論,一般演題ポスター,第99回日本泌尿器科学会総会)

日本泌尿器科學會雜誌 日本泌尿器科學會雜誌 102(2), 506, 2011-03-20 社団法人日本泌尿器科学会
- 医道白寿3-2-1 女性過活動膀胱とメタボリックシンドローム(女性泌尿器科の新たなartとscienceを目指して,第2部:ワークショップ,3.女性泌尿器科,

医道白寿企画,第99回日本泌尿器科学会総会)
日本泌尿器科學會雜誌 日本泌尿器科學會雜誌 102(2), 162, 2011-03-20 社団法人日本泌尿器科学会
- こんなときには,女性泌尿器科に紹介を! (特集 尿のトラブル110番) -- (女性の尿トラブル110番)

治療 治療 93(6), 1448-1451, 2011-06 南山堂
- テストステロン軟膏の塗布部位別血中濃度の検討

Studies on absorption of testosterone ointment (Glowmin^【○!R】) from various different sites in healthy men
日本性機能学会雑誌 = The japanese journal of Impotence Research
日本性機能学会雑誌 = The japanese journal of Impotence Research 26(3), 231-238, 2011-12-3」
- TFS(Tissue Fixation System)を用いた腹圧性尿失禁および骨盤臓器脱の治療についての検討(発表・討論,一般演題ポスター,第99回日本泌尿器科学会総会)

日本泌尿器科學會雜誌 日本泌尿器科學會雜誌 102(2), 429, 2011-03-20 社団法人日本泌尿器科学会
- クリニックでのTissue Fixation System(TFS)による日帰り骨盤臓器脱手術3(尿路結石・失禁・尿道,一般演題ビデオ,第99回日本泌尿器科学会総会)

日本泌尿器科學會雜誌 日本泌尿器科學會雜誌 102(2), 398, 2011-03-20 社団法人日本泌尿器科学会
2012年
- 頻尿・尿失禁の治療 (第26回女性医学学会学術集会) -- (スポンサードレクチャー)

Treatment of Urinary Incontinence and Pollakisuria
日本女性医学学会雑誌 日本女性医学学会雑誌 20(1), 172-174, 2012-04 日本女性医学学会
- 臨床報告 腹圧性尿失禁に対する麻黄附子細辛湯の効果の検討

The Effect of Maobushisaishinto for Stress Urinary Incontinence
- 排尿障害(頻尿・尿失禁) (特集 日常診療能力を高めるための漢方活用術)

-- (各主症状の漢方的診断を併用した分類と治療)治療 治療 95(10), 1792-1795, 2013-10 南山堂 2012年
2013年
日本東洋医学雑誌 日本東洋医学雑誌 64(6), 340-343, 2013 日本東洋医学会
- 経営層向け誌上研修 クリニックマネジャー養成講座(講義8)

継続繁栄を図るために マーケティングとブランディング術
ばんぶう ばんぶう (392), 41-48, 2013-11 日本医療企画
- Laxity of the vaginal introitus after childbirth : nonsurgical outpatient procedure for vaginal tissue restoration and improved sexual satisfaction using low-energy radiofrequency thermal therapy

J Womens Health(Larchmt)22:775-81.2013
2014年
- 女性の排尿トラブルと漢方 (特集 排尿障害と漢方)

The Kampo medicines for female urological problems
- 漢方と最新治療 漢方と最新治療 23(1), 19-24, 2014-02 世論時報社出版部・医書編集室 2014年
- Reinfocement of suspensory ligaments under local anesthesia cures pelvic organ prolapse:12-month results

lnt Urogynecol J 25:783-9.2014 2014年
- The prevalence of dyspareunia in female urology clinic【16th World Meeting on Sexual Medicine,San Paulo,Brazil】
- 慢性尿路感染に対する補中益気湯合猪苓湯の効果（第2報）【第71回日本東洋医学会 関東甲信越支部学術総会】
- TFS(Tissue Fixation System)による静脈麻酔併用局所麻酔で行う日帰り骨盤臓器脱手術：Type 3テープとType1テープの成績の差異に関する検討【第21回日本排尿機能学会】

TFS(Tissue Fixation System)によるクリニックでの日帰り腹圧性尿失禁手術・術後2年目の治療成績およびQuality of Life【第21回日本排尿機能学会、岡山】
- 過活動膀胱に対するA型ﾎﾞﾙﾘﾇｽ毒素膀胱壁注入療法の有効性の検討【第21回日本排尿機能学会、岡山】
- 女性過活動膀胱患者におけるメタボリックシンドロームとミラベクロン治療効果に関する検討【第21回日本排尿機能学会、岡山】
- (パネルディスカッション 女性性機能・新たな評価法と今後の展開) 性交痛を合併する女性泌尿器科患者の検討（性交痛と骨盤底障害の関係を考える）【第21回日本排尿機能学会、岡山】
- 当院における骨盤底障害トータルケアシステムの運用実績【第65回日本東洋医学会学術総会、東京】
- (シンポジウム4 骨盤機能再建と性のQOL)性交痛を合併する女性泌尿器科専門外来患者の検討【第25回日本性機能学会総会、仙台】
- Reinforcement of suspensory ligaments under local anesthesia cures pelvic organ prolapse -24month results-【International Society for Pelviperineology 2014,Munich,Germany】
- Outpatient mid urethral tissue fixation system sling for urodynamic stress urinary incontinence: 2-year results and quality of life【International Society for Pelviperineology 2014,Munich,Germany】
- REINFORCEMENT OF SUSPENSORY LIGAMENTS UNDER LOCAL ANESTHESIA CURES PELVIC ORGAN PROLAPSE -24 MONTH RESULTS【39th ANNUAL MEETING OF International Urogynecological Association ,WASINTON D.C.】
- 女性の悩み！膣からのお湯漏れ・膣排気音への対策～骨盤底トレーニングを中心として～【第16回日本女性骨盤底医学会、弘前】
- 4度の骨盤臓器脱に対する静脈麻酔併用局所麻酔で行う日帰りTFS手術の供覧と2年目の手術成績について【第16回日本女性骨盤底医学会、弘前】
- 女性下部尿路症状に対するｴｽﾄﾗｼﾞｵｰﾙｸﾘｰﾑ バストミンRの経外陰投与の長期成績【第27回日本老年泌尿器科学会、山形】
- 骨盤臓器脱に対する骨盤底トレーニングの効果【第27回日本老年泌尿器科学会、山形】
- ＴＦＳ（Tissue Fixation System)による静脈麻酔併用局所麻酔で行う日帰り骨盤臓器脱手術【第24回骨盤外科機能温存研究会、名古屋】
- 腹圧性尿失禁と混合性尿失禁に対するﾌﾟﾛﾋﾞﾍﾞﾘﾝ塩酸の効果【第102回日本泌尿器科学会総会、神戸】
- 女性過活動膀胱患者におけるβ3刺激薬と抗コリン薬の安全性・有効性の比較 【102回日本泌尿器科学会総会、神戸】
- 性同一性障害者（Female to Male;FTM)の性的興味ー男性との比較ー【第102回日本泌尿器科学会総会、神戸】
- (ワークショップ2：骨盤臓器脱の治療戦略標準化を目指して） ＴＦＳ（Tissue Fixation System)による静脈麻酔併用局所麻酔で行う日帰り骨盤臓器脱手術 2年目の経過報告【第102回日本泌尿器科学会総会、神戸】
- (ワークショップ1：間質性膀胱炎に対する局所療法のアウトカム）間質性膀胱炎に対するBTX-A膀胱壁注入療法のアウトカム【第102回日本泌尿器科学会総会、神戸】
- ウゥメンズヘルス・リハビリテーション 7 女性性機能障害・外陰部痛に対するアプローチ：概論編 MEDICAL VIEW 2014 P236-242
- TFS(Tissue Fixation System)による静脈麻酔併用局所麻酔で行う日帰り骨盤臓器脱手術 2年目の経過報告 【排尿機能学会】
- 性交痛を合併する女性泌尿器科患者の検討（性交痛と骨盤底障害の関係を考える）【排尿機能学会】
- TFS(Tissue Fixation System)による静脈麻酔併用局所麻酔で行う日帰り骨盤臓器脱手術 【排尿機能学会】
- Type ⅢテープとType Ⅰテープの成績の差異に関する検討
- TFS( Tissue Fixation Syetem)によるクリニックでの日帰り腹圧性尿失禁手術-術後2年目の治療成績およびQuality of Life【排尿機能学会】
- 女性専門クリニックにおける女性泌尿器科専門外来の実際（Female LUTSの診断と治療を中心に）【女性泌尿器科講演2014年4月ネオキシテープ】
- 慢性尿路感染に対する補中益気湯合猪苓湯の効果 【第65回日本東洋医学会学術総会】
- The prevalence of dyspareunia in female urology clinic 【ISSM 国際性機能学会】
- 骨盤臓器脱に対する骨盤底トレーニングの効果 【日本老年泌尿器科学会】
- 女性下部尿路症状に対するエストラジオールクリーム バストミン＠の経外陰部投与の長期成績 【日本老年泌尿器科学会】
- 原因のはっきりしない若年性女性の神経因性膀胱の2例 【第8回ウロダイナミクス研究会】
- 骨盤臓器脱患者様へのリング療法開始時のサイズ選択基準の設定についての検討－その3－ 【女性骨盤底医学会】
- 当院におけるパラメディカルタトゥ（医療補助タトゥ）の実際 【日本乳房オンコプラスティックサージャリー学会】
- 当院における骨盤底障害トータルケアシステムの運用実績 【女性医学会】
- 4度の骨盤臓器脱に対する静脈麻酔併用局所麻酔で行う日帰りTFS手術の供覧と2年目の手術成績について【女性骨盤底医学会】
- 腟からのお湯漏れ，腟排気音に対する骨盤底トレーニングと対策指導 【女性骨盤底医学会】
- TFS(Tissue Fixation System)による静脈麻酔併用局所麻酔で行う日帰り骨盤臓器脱手術 2年目の経過報告 【骨盤外科機能温存研究会】

間質性膀胱炎/慢性骨盤痛症候群に対し漢方併用療法が効果的であった4例
日本東洋医学雑誌 第65巻第4号P268-272,2014
- 膣前壁のみの手術による修復で、どこまでの膀胱瘤が治癒できるのか？～TFS（Tissue Fixation System)によるCervical TFS sling(基靭帯修復）とTFS-U-sling(膀胱膣筋膜補強）を行った症例の検討～

日本女性骨盤底医学会誌 Vol.11 No.1 2014:P58-59
- Effect of propiverine hydrochloride on stress urinary incontinence

nternational Journal of Urology (2014)21:1022-1025
- 腹圧性尿失禁と混合性尿失禁に対するﾌﾟﾛﾋﾟﾍﾞﾘﾝ塩酸塩の効果

新薬と臨床 第64巻第12号P46-55新薬と臨床 第64巻第12号P46-55新薬と臨床 第64巻第12号P46-55 2014,12,10
- (特集 産婦人科における漢方の理論と実践）4.排尿のトラブルに対する漢方

産科と婦人科 11号P1315-1320(27-32),2014
- エストラジオールクリーム バストミンRの経外陰投与の長期成績

日本性科学会雑誌 第32巻1号 Ｐ83-89
- Reinforcement of suspensory ligaments under local anesthesia cures pelvic organ prolapse: 12-month results

Int Urogynececol J(2014) 25:783-789 DOI 10.1007/s00192--013-2281-x
2015年
- TFS(Tissue Fixation System)による静脈麻酔併用局所麻酔で行う日帰り骨盤臓器脱と性機能の改善効果について【排尿機能学会】
- フラクショナル炭酸ガスレーザーによる閉経関連性器尿路症候群（Genitourinary Syndrome of Menopause-GSM-)の治療（第1報）【第*30回日本女性医学学会】
- フラクショナル炭酸ガスレーザーによる閉経関連性器尿路症候群（Genitourinary Syndrome of Menopause-GSM-)の治療（第1報）【第35回 日本性科学会学術集会】
- （学会賞）膀胱痛症候群に対するﾌﾟﾚｶﾞﾊﾞﾘﾝ（リリカR）とｱﾐﾄﾘﾌﾟﾁﾘﾝ（トリプタノールR）のコントロールスタディー（第2報）【第7回日本線維筋痛症学会】
- シンポジウム 「女性性機能」 1 女性性機能障害（ＦＳＤ）の診断と治療2015【第26回日本性機能学会】
- フラクショナル炭酸ガスレーザーによる閉経関連性器尿路症候群（Genitourinary Syndrome of Menopause-GSM-)の治療（第1報）【第26回日本性機能学会】
- 女性性交痛障害に対する理学療法効果【第26回日本性機能学会】
- 尿失禁に対する尿漏対策ショーツの4週間連用試験【第22回日本排尿機能学会】
- TFS(Tissue Fixation System)による静脈麻酔併用局所麻酔で行う日帰り骨盤臓器脱手術-仙骨子宮靭帯補強の工夫と2年目の排尿状態の改善についてー【第22回日本排尿機能学会】
- 女性過活動膀胱におけるβ刺激薬と抗ムスカリン薬の服薬同行に関する検討（第2報）【第22回日本排尿機能学会】
- ボトックス治療は切迫性尿失禁を伴わない間質性膀胱炎で有効性が高い【第22回日本排尿機能学会】
- シンポジウム2 骨盤底筋訓練 2 骨盤臓器脱患者の長期スパンにおける理学療法効果～継時的変化を追って～【第17回日本女性骨盤底医学会、東京】
- TFS(Tissue Fixation System)による静脈麻酔併用局所麻酔で行う日帰り骨盤臓器脱手術ー仙骨子宮靭帯補強の工夫と2年目のQOL改善についてー【第17回日本女性骨盤底医学会、東京】
- シンポジウム1 女性性機能 4 女性泌尿器科における性交疼痛症の管理【第17回日本女性骨盤底医学会、東京】
- （大会シンポジウム1 ウイメンズヘルス・メンズヘルス）2 ライフステージにおけるウィメンズヘルスと骨盤底リハビリテーション【第50回日本理学療法学術大会 東京】
- TFS(Tissue Fixation System)手術後の患者指導を振り返ってみて【第28回日本老年泌尿器科学会 浜松】
- TFS(Tissue Fixation System)によるクリニックでの日帰り腹圧性尿失禁手術ー術後2年目の治療成績およびQuality of Life【第28回日本老年泌尿器科学会 浜松】
- 第28回日本老年泌尿器科学会 浜松【第28回日本老年泌尿器科学会 浜松】
- TFS(Tissue Fixation System)による静脈麻酔併用局所麻酔で行う日帰り骨盤臓器脱手術-術前と術後2年目のQOL変化に関してー【第28回日本老年泌尿器科学会】
- TFS(Tissue Fixation System)による静脈麻酔併用局所麻酔で行う日帰り骨盤臓器脱手術-仙骨子宮靭帯補強の際の合併症対策と性機能の改善に関してー【第103回 日本泌尿器科学会総会】
- TFS(Tissue Fixation System)による静脈麻酔併用局所麻酔で行う日帰り骨盤臓器脱手術-仙骨子宮靭帯補強の際の合併症対策2－【第9回日本骨盤臓器脱手術学会 東京】
- The prevalence of dyspareunia in female urology clinic -Characteristics of dyspareunia patients-【nternational Society for the Study of Women's Sexual Health Annual Meeting ,Austin ,TX-USA】

慢性尿路感染に対する補中益気湯合猪苓湯の効果
漢方と最新治療 Vol 24,No3,2015,8,p241-243
- ＴFS(Tissue Fixation System)手術後の患者指導を振り返ってみて

日本老年泌尿器科会誌 Vol 28, 2015,p83
- ＴFS(Tissue Fixation System)によるクリニックでの日帰り腹圧性尿失禁手術-術後2年目の治療成績およびQuality of Life

日本老年泌尿器科会誌 Vol 28, 2015,p78
- 骨盤臓器脱患者のリング有無で骨盤底トレーニングの効果に違いがあるか？

日本老年泌尿器科会誌 Vol 28, 2015,p43
- （学会賞）TFS(Tissue Fixation System)による静脈麻酔併用局所麻酔で行う日帰り骨盤臓器脱手術-術前と術後2年目のQOL変化に関して-

日本老年泌尿器科会誌 Vol 28, 2015,p42
- 骨盤臓器脱患者様へのリング療法開始時のサイズ選択基準の設定についての検討-その3－

日本女性骨盤底医学会誌 Vol.12.No.1,2015,p149-150
- 女性の悩み！膣からのお湯漏れ・腟排気温への対策～骨盤底トレーニングを中心として～

日本女性骨盤底医学会誌 Vol.12.No.1,2015,p124-127
- 4度の骨盤臓器脱に対する静脈麻酔併用局所麻酔で行う日帰りTFS(Tissue Fixation System)手術供覧と2年目の手術成績について

日本女性骨盤底医学会誌 Vol.12.No.1,2015,p58-59
2016年
- Effects of Physical Therapy on Female Dyspareunia in Japan【（2016年 the ISSWSH 2016 Annual Meeting, Charleston,USA　February 25-28, 2016）】
- Study on Fibromyalgia Patients with Urinary Complainrs 【2016年 Fibromyalgia Researchi Symposium 2016　in Nagasaki　October 1-2 ,2016】
- TFS（Tissue　Fixation　System）による静脈麻酔併用局所麻酔で行う腹膜を開けない小腸瘤修復－その3－【第18回 女性骨盤底医学会】
- TFS（Tissue Fixation System)による静脈麻酔併用局所麻酔で行う腹膜を開けない小腸瘤修復ー小腸瘤修復の工夫ー【第10回日本骨盤臓器脱手術学会】
- TFS（Tissue Fixation System)による静脈麻酔併用局所麻酔で行う日帰り骨盤臓器脱手術ー腹膜を開けない小腸瘤修復ー【第104回日本泌尿器科学会総会】
- TFS（Tissue Fixation System)による静脈麻酔併用局所麻酔で行う日帰り骨盤臓器脱手術ー腹膜を開けない小腸瘤修復ー【第104回日本泌尿器科学会総会】
- 骨盤臓器脱と排尿障害　Up to Date 3.尿失禁の診断と治療

産科と婦人科　2016,8(21) 877-882
- 高密度焦点式超音波（HIFU)とフラクショナル炭酸ガスの膣壁照射の使いわけに関する検討【第31回日本女性医学学会学術集会】
- 高密度焦点式超音波（HIFU)とフラクショナル炭酸ガスレーザー（FCO2L)の腟壁照射の使い分けに関する検討【第36回日本性科学会総会】
- 女性性機能障害におけるtestosoteroneをはじめとする性的意欲改善剤の役割

【第16回日本Men’s Health 医学会、第7回テストステロン研究会　特別講演Ⅲ】
- 女性医療クリニックLUNAグループにおけるTissue Fixation System(TFS)による日帰り尿失禁手術、骨盤臓器脱手術の現状【日本臨床泌尿器科医会　第13回臨床検討会】
- 性生活が維持されている60歳以上の日本女性に関する検討 【第26回日本性機能学会東部総会】
- 世界初：HIFUエネルギーを用いた尿失禁に対するアプローチ～使用経験を踏まえ短期成績を公開致します～【第18回日本女性骨盤底医学会　ランチョンセミナー】
- 腟内における高密度焦点式超音波(HIFU)(ウルトラヴェラ®)治療の有効性評価研究

【第27回日本性機能学会総会】
- 尿道周囲異常知覚（尿漏れしていないのに尿漏れしている感じ）を訴える高齢女性に対するアリプラゾール（ｴﾋﾞﾘﾌｧｲ®）の効果【第23回日本排尿機能学会】
- 尿失禁がないにもかかわらず尿失禁を強く訴える高齢女性にスルピリドが効果的であった1例【第29回日本老年泌尿器科学会総会】
- 尿路不定愁訴を合併した線維筋痛症患者の検討【第8回日本線維筋痛症学会学術集会】
- 泌尿器科領域における五積散の効果【第33回泌尿器科漢方研究会学術集会】
- 泌尿器科領域における五積散の効果【第67回日本東洋医学会】
- フラクショナル炭酸ガスレーザーによる閉経関連性器尿路症候群（Genitourinary Syndrome of Menopause-GSM-)の治療（第2報）【第1回日本がんサポーティブケア学会】
- ペッサリー自己着脱療法の利点・導入法・管理法【日本女性医学学会学術集会　シンポジウム】
- A prospective randomized case-control study of amitriptyline and pregabalin for bladder pain syndrome

Pelviperiniology vol 34 N.4 December 2015 104-105
- Effects of Physical Therapy on Female Dyspareunia in Japan

Journal of Sexual Medicine Volume 13, Issue 6, Supplement, June 2016, Pages S255 　2016
- 骨盤臓器脱と排尿障害　Up to Date 3.尿失禁の診断と治療

産科と婦人科　2016,8(21) 877-882
- 女性医療のすべて　女性医療で開業する

メディカルレビュー社　2016　p284
2017年
- 冷えにより症状が悪化する下腹部愁訴等に対する五積散の効果

【第37回産婦人科漢方研究学術集会】
- 骨盤底リハビリテーション修了後の骨盤底プライオメトリック運動ピフィラティスの個別指導の経験【第19回日本女性骨盤底医学会】
- これからの女性泌尿器科領域における漢方の役割

漢方と最新治療 26(1): 42-44, 2017.
- 腟内高密度焦点式超音波 (HIFU) (ウルトラヴェラ (R))治療の有効性評価研究 - 第3報 -

日本性科学会雑誌 35(2): 130-130, 2017.
- 膀胱痛症候群をはじめるとする尿路系疾患を合併する線維筋痛症患者検討

日本間質性膀胱炎研究会誌 13(1): 13-13, 2017.
- 腟内高密度焦点式超音波 (HIFU) 治療 (ウルトラヴェラ) の有効性評価研究 - 第2報 –日本性機能学会雑誌 32(2): 213-213, 2017.
- 腹圧性尿失禁に対する中部尿道スリング術後のジワジワ漏れに対する傍尿道ヒアルロン酸注入術の経験

日本老年泌尿器科学会誌（2012年から） 30: 64-64, 2017.
- Bio-Identical Testosteroneの女性性機能障害患者への使用経験

日本性機能学会雑誌 32(1): 51-52, 2017.
2018年
- 骨盤底と性器のアンチエイジング

アンチ・エイジング医学 14(3): 353-358, 2018.
- 第2回 女性の頻尿・尿漏れ

WHITE 6(1): 59-62, 2018.
- 日本で使用できるテストステロン製剤を使用した更年期後の女性に対するテストステロン補充治療のこころみ

日本性科学会雑誌 36(2): 137-137, 2018.
- 冷えにより症状が悪化する下腹部愁訴等に対する五積散の効果

産婦人科漢方研究のあゆみ (35): 59-61, 2018.
- 腹圧性尿失禁の検査・診断

泌尿器Care&Cure Uro-Lo 23(5): 549-553, 2018.
- 腹圧性尿失禁の生活指導・薬物療法・理学療法

泌尿器Care&Cure Uro-Lo 23(5): 554-562, 2018.
- 下部尿路症状

腎臓内科・泌尿器科 = Nephrology & urology / 腎臓内科・泌尿器科編集委員会 編 7 (5), 453-459, 2018-05
- 高齢期に向けての壮年女性のVIO脱毛のこころみ

日本老年泌尿器科学会誌（2012年から） 31: 131-131, 2018.
- 腟内腫瘍疑いで見つかったMTF女性の重症尖圭コンジローマの一例

日本性機能学会雑誌 33(1): 64-64, 2018.
2019年
- 骨盤臓器脱の保存療法（今月の臨床 エキスパートに学ぶ 女性骨盤底疾患のすべて）--（疾患各論 : 骨盤臓器脱）

臨床婦人科産科 73(1), 52-60, 2019-01
- Genitourinary syndrome of menopause (GSM) への対応

医学のあゆみ 269(1): 90-94, 2019.
- 膀胱痛症候群治療後の尿道症候群に対するテストステロンクリーム・グローミン（R）の使用経験

日本間質性膀胱炎研究会誌 14(1): 10-10, 2019.
- 女性性機能障害（FSD）オーバービュー

日本性機能学会雑誌 34(2): 138-138, 2019.
- 更年期以後の女性のテストステロン補充でエストラジオールは上昇するか？

日本性機能学会雑誌 34(2): 174-174, 2019.
- 中高年女性に対するGSM（閉経関連泌尿生殖器症候群）治療の実際

日本老年泌尿器科学会誌（2012年から） 32(1): 126-126, 2019.
- 難治性女性泌尿器科疾患に対する黄耆建中湯+当帰建中湯（帰耆建中湯）の効果

産婦人科漢方研究のあゆみ (36): 180-183, 2019.
- 女性医療クリニックLUNAネスクトステージにおけるGSM（閉経後性器尿路症候群）治療の実際

日本性機能学会雑誌 34(1): 36-36, 2019.
2020年
- 女性機能障害治療の最新事情（JOURNAL IN JOURNAL : Focus On Your Direction 泌尿器科 専門領域の最新情報(vol.2)性機能障害）

泌尿器care & cure uro-lo : 治療と看護みんなつながるマガジン 25(3), 436-440, 2020-06
- 女性性機能障害の診断と治療の現状（特集 Functional urology : 排尿機能および性機能に対する診断学）--（「性機能」に対する診断学）

泌尿器科 = Urology 11(6), 730-737, 2020-06
- 局所テストステロン療法を含めたGSMへの治療戦略（特集 閉経関連泌尿生殖器症候群(GSM)）

最新女性医療 = Women's healthcare update : 女性医療の今を伝える専門誌 7(1), 24-31, 2020-02
- 女性クリニック～女性医療クリニックの立場から～

日本間質性膀胱炎研究会誌 15(1): 18-18, 2020.
2021年
- GSM（Genitourinary Syndrome of Menopause）の外陰所見と治療の実際

日本女性骨盤底医学会誌 17(1), 24-29, 2021.）（J-STAGE 医中誌Web）
- 骨盤臓器脱の治療法：保存的療法：ペッサリー法など（特集 骨盤臓器脱(POP)のすべて：診断と治療の最前線）

産科と婦人科 88(9), 1077-1084, 2021-09
- 泌尿器科におけるGSM（genitourinary syndrome of menopause）の診断と治療

泌尿器科 = Urology 14(4), 498-504, 2021-10
- 膀胱痛症候群に対する当帰四逆加呉茱萸生姜湯の効果（特集 困った時に使える! 泌尿器科診療に寄り添う漢方）--（女性泌尿器疾患）

臨床泌尿器科=Japanese journal of clinical urology 75 (13), 956-961, 2021-12-20
- 失禁・頻尿×補中益気湯, 牛車腎気丸

薬局 72(11): 3245-3248, 2021.
- テストステロン投与で劇的に症状が改善した高齢女性の尿失禁の2例

日本老年泌尿器科学会誌（2012年から） 34(1): 111-111, 2021.
- 冷えにより症状が悪化する膀胱痛症候群に対する当帰四逆加呉茱萸生姜湯の効果

産婦人科漢方研究のあゆみ (37): 106-110, 2021.
2022年
- 膀胱と外陰が痛い人の治し方の鑑別と治療　～GSMと間質性膀胱炎～【第19回頻尿と泌尿器疾患に関する臨床懇話会】
- ランチョンセミナー「最先端フェムテックを活用した性機能強化治療～2波長マルチレーザーを使用したED及び性感度強化治療～ 【第31回日本性機能学会東部総会】
- 腟弛緩症を主訴に来院した女性患者のパートナーの続発性射精障害の一例【第31回日本性機能学会東部総会】
- GSMによるフェムゾーン（腟と外陰）トラブルとLUTS【第31回日本性機能学会東部総会】
- 中高年女性のGSM（閉経関連尿路生殖器症候群）と骨盤底障害によるフェムゾーン（外陰と腟）の形態＆機能の変化と治療【第110回日本美容外科学会】

1. ↑  論文の題は「Self-sterilizing catheters with TiO2 photocatalyst thin films for clean intermittent catheterization : basis and study of clinical use (神経因性膀胱患者の清潔間歇自己導尿への酸化チタンコーティング自浄カテーテルの導入に関する研究)」 博士論文書誌データベースによる

## 新聞・雑誌掲載
2005年
- 日経MJ流通新聞
- 暮らしと健康
- anan
- オレンジページ
- anan
- 毎日が発見
- OZmagagine
- BODY+
- 40代からもっときれい
- きれいなからだ
- 栄養と料理
- くらしとからだ
- 性差と医療
- 週刊朝日増刊号 漢方
- 神奈川新聞
- 女性自身

2006年
- MISS
- 女性セブン
- くぷくぷ
- クチクミュテイ
- フォーラム通信
- ことぶき
- 毎日新聞
- からだにいいこと
- 毎日らいふ
- フォーラム通信
- フォーラム通信
- anan
- 伝統医学
- 健康
- 婦人画像
- レタスクラブ

2007年
- 週刊女性
- ことぶき
- OZ magazine
- 健康 特大号
- anan
- 日本経済新聞
- ビースカフェ
- Meetu（ミーチュ）
- ぱど ご近所ドクターBOOK
- レタスクラブ
- 毎日ライフ
- 読売家庭版 YOMY
- 日経 EW
- ウエル
- すくすく子育て
- 健康第一
- ことぶき
- 主婦の友
- ほっとくる
- プレモ
- オレンジページ
- steady（ステデイ）
- フォーラム通信
- 元気エイジング
- Meetu（ミーチュ）
- メディカルドマーニ
- 週刊朝日増刊号 漢方
- これだけは知っておきたい保育者の健康
- 妊娠・出産・育児の気がかりQ＆A大辞典
- 快楽白書 婦人公論別冊

2008年
- 笑顔
- 女性セブン
- 婦人公論
- メトロリーナ
- 週刊朝日
- 週刊朝日
- Health＆Life
- 週刊朝日
- メトロリーナ
- 婦人公論
- 女性セブン
- 笑顔

2009年
- レタスクラブ
- 新「名医」の最新治療
- 快楽白書(婦人公論)
- ルチューレ
- 日経ヘルス プルミエ（2回掲載）
- 美的
- Yomy
- 日本経済新聞
- 大元気
- Chou Chou(6回掲載)
- すこやかファミリー
- anan(2009.8.5)
- Yogini vol.21
- Oz magazine別冊
- 月刊フィットネスジャーナル
- MORE
- ＨＡＬｕＭＯ(2回掲載)

2010年
- 女のカラダ悩み解決anan特別編集
- ダンスビュウ
- Towa Communication Plaza
- プレジデントFamily
- 週刊女性
- 和楽
- からだにいいこと
- 医療タイムス（5回掲載）
- 医道の日本
- BAILA
- ゆうゆう
- わかさ別冊付録
- 日経ヘルス プルミエ
- KENPO NEWS
- メトロポリナータ
- 婦人公論
- 夕刊フジ
- ど～も
- FRaU
- クロワッサン
- おはよう奥さん
- アラフォー大人恋愛白書
- からだにいいこと
- AERA
- 安心
- すこやか
- anan漢方BOOK
- メディカルトリビューン
- フィットネスジャーナル
- 日経ドラッグインフォメーション
- 夕刊フジ
- 月刊ヘルシートーク
- 漢方＆薬膳冷えとりバイブル

2011年
- 婦人公論 快楽白書
- リエール
- with
- 中日新聞
- Heslth & Beauty Review
- わかさ
- keala
- 暮らしと健康
- 医療タイムス(7回掲載）
- pumpkin
- クロワッサンプレミアム
- 日経ヘルス 健康
- 美STORY
- 朝日新聞MOOK
- オレンジページ
- クリニックばんぶう（3回掲載）
- 私たちの年金生活
- くらしとからだ
- Baby-mo
- 健康
- 日経プラスワン
- 週刊ポスト
- 女性セブン
- サンデー毎日
- からだの本

2012年
- 本格漢方
- NHKあさイチ からだメンテ（2回掲載）
- からだのこと
- 夢21
- 日経ヘルス（3回掲載）
- クレデンシャル
- クリニックばんぶう（4回掲載）
- 新春週間ダイヤモンド
- 医療タイムス（9回掲載）
- はまみらいpocket
- 安心（2回掲載）
- 女性セブン（4回掲載）
- 読売新聞（2回掲載）
- 婦人画報
- ゆうゆう（2回掲載）
- からだにいいこと
- HARS
- Baby-mo
- 女性自身
- 週刊女性（2回掲載）
- 日刊スポーツ（5回掲載）
- 建築設備
- health&beautyReview
- からだの本
- 日経ヘルス
- InRed
- VoCE
- Body-plus
- anan
- BERRY
- CREA
- BERRY
- 週刊現代（3回掲載）
- CREACREA
- 週刊文春
- 週刊ポスト
- AERA
- 読売新聞
- 漢方は病院で
- JUST HEALTH
- 神奈川新聞
- 美ST
- 清流
- Domani
- FRIDAY
- MEN'S CLUB
- からだにいいこと

2013年
- 40歳からの女性ホルモンを操る53の習慣
- 日経ヘルスプルミエ
- 美ST（3回掲載）
- GLOW
- 大人の流儀
- ゆほびか
- クリニックばんぶう
- 夕刊フジ（3回掲載）
- 医療タイムス（10回けいさい）
- 女性の病気 完全ガイド
- 婦人画報
- 健康
- Health&Life
- 壮快
- MAQUIA
- Girl'sCELEB
- 週刊現代（7回掲載）
- 週刊ポスト（2回掲載）
- VOGUE
- anan漢方ブック
- サンデー毎日
- VoCE
- FLASH
- レタスクラブ
- 安心
- 素晴らしい一日
- 女性自身（2回掲載）
- 日経ヘルス
- FRaU
- 二月と三月と
- からだにいいこと
- 女性セブン（2回掲載）
- 週刊女性
- FyTTE
- ことぶき
- 「女の不調」解消BOOK
- 関口医師著書
- ドクターズガイド
- 骨盤底筋マジック

2014年
- ウィメンズヘルス
- 「女性性機能障害・外陰部痛に対するアプローチ：概論編」 関口理事長
- 「女性性機能障害・外陰痛症候群に対するアプローチ：実践編」 重田理学療法士
- 医療タイムス（9回掲載）
- おとこの粋時間
- 婦人科医が絶賛の体温上げパンツ
- 家庭画報
- anan
- わたし日和
- 夢21
- DRESS
- 週刊新潮
- おとなスタイル
- セブンティーン(2014.10.01)
- 大人のおしゃれ手帖
- 夕刊フジ（3回掲載）
- からだにうれしい雑穀レシピ22
- シティリビング
- 夕刊フジ
- 朝日新聞（2回掲載）
- ルポかながわ
- わかさ
- クリニックばんぶう
- 美的
- 週刊FLASH
- 日経BPムック
- 2014最新版 女性ホルモンの教科書
- からだにいいこと
- 週刊ポスト
- 日経WOMAN
- 美的
- わかさ
- anan
- 漢方と最新治療
- FLASH
- 週刊朝日MOOK漢方2014（2回掲載）
- 泌尿器科漢方マニュアル
- Fole
- 頼れるドクター（2回掲載）
- 月刊KELLY
- 日経WOMAN
- 婦人公論
- 夢21
- ゆうゆう
- 頻尿・尿漏れの悩み
- 3分クッキングテキスト本
- オレンジページ からだの本
- ほんとうによくわかる女性の不調
- JUST HEALTH
- Health&Life
- 婦人公論 快楽白書
- 女性自身（3回掲載）
- ゆほびか

2015年
- 頻尿・尿もれがスッキリ治る最強療法
- 日本経済新聞
- 美的
- 安心
- セラピスト
- 住まいring
- くらしナビ
- 読売家庭版
- 国民のための名医ランキング
- MyAge
- 別冊日経WOMAN
- 週刊ポスト
- 漢方医薬学雑誌
- 日経ヘルス
- 週刊ポスト
- すこやかファミリー
- 漢方医薬学雑誌
- 週刊ポスト
- ダイヤモンドQ
- ゆほびか
- Kiite
- etrouge
- 漢方完全ガイド2015
- 週刊女性
- 漢方医薬学雑誌
- 日経ヘルス
- 医療タイムス
- keala
- anan
- 医療タイムス
- 日経ＢＰムック
- 頻尿・尿もれ
- クリニックばんぶう
- HarpersBazaar
- 日経WOMAN
- 医療タイムス
- クロワッサン
- 医療タイムス
- VOCE
- ミセス
- VOGUE
- 夢21
- 医療タイムス
- 頻尿・尿漏れ

2016年
- JUST HEARTH
- 家庭画報（2回掲載）
- MyAge夏月号
- STREET JACK
- 女性セブン（2回掲載）
- 週刊ポスト
- 日経WOMAN別冊
- わかさ7月号
- MAQUIA
- NHKあさイチマガジン
- 週刊現代
- PHPのびのび子育て
- MyAge
- 女性自身
- 週刊女性
- 週刊文春
- 文藝春秋
- 日経WOMAN
- 美的

2017年
- 夢21 1月号
- ESSE
- ゆほびか
- 美ST
- くらしラク～る
- 横須賀市医師会報
- 女性セブン
- わかさ
- 毎日が発見
- ことぶき
- ときめき　春号
- ゆうゆう
- わかさ夢MOOK
- 週刊朝日
- ばんぶう
- 安心
- ヘアモード
- 美的
- 笑顔4月号
- 笑顔5月号
- LIVING新聞
- わかさ夢MOOK
- 週刊現代
- 週刊現代
- 健やかだより
- 笑顔6月号
- 週刊文春
- 笑顔7月号
- ゆほびか
- サイゾー
- 笑顔8月号

2018年
- 笑顔1月号
- 壮快2月号
- 夢21 2月号
- 笑顔2月号
- andGIRL3月号
- わかさ3月号
- 笑顔3月号
- 日経ヘルス3月号
- 脊柱管狭窄症克服マガジン春号
- すこやかファミリー4月号
- SPUR
- Mart
- MAQUIA
- 文藝春秋
- 笑顔4月号
- わかさ5月号
- 週刊現代0519号
- 週刊文春6月14日号
- ゆうゆう7月号
- 女性自身
- 女性セブン
- 大人のおしゃれ手帖
- 家庭画報9月号
- からだスマイル
- BAMBOO
- 日刊ゲンダイ
- 女性セブン
- AndaBay
- uro-lo
- CiLABO美研
- SPA
- 文藝春秋
- MedicalTribune
- 家庭画報
- oggi
- MyAge2018秋冬号
- 週刊ポスト
- アサヒ芸能
- 家庭画報
- 週刊朝日
- 呪われ女子になっていませんか？
- 腰らく塾
- MAQIIA
- 予約殺到スゴ腕の専門外来
- 健活手帖
- 週間SPA
- 時間のルール
- きらめきプラス

2019年
- BAMBOO1月号
- 臨床婦人科産科1月・2月合併増刊号
- わかさ2月号
- わかさ夢MOOK
- 夢21
- わかさ「夢21」
- 日本産婦人科医会報
- すこやかファミリー2月号
- fracora plus
- 日本経済新聞
- マタニティSTYLE
- 頻尿・尿もれは自分で治せる
- 日経WOMAN3月号
- 尿もれ・頻尿を自力で解決する本
- BAMBOO3月号
- 朝日新聞（京都版）
- 名医のいる専門外来
- 医学のあゆみ
- 週間女性
- 婦人画報
- ミセス4月号
- 週刊文春WOMAN
- 神奈川新聞
- 週刊女性
- 朝日新聞（京都版）
- 朝日新聞（奈良版）
- すこやか
- 女性セブン
- 週間SPA！
- 女性セブン6／20号
- BAILA
- 朝日新聞（奈良版）
- 美的8月号
- VOUGE8月号
- Tarzan決定版 性学 SEX BOOK
- ESSE9月号
- 心とカラダの休ませ方
- クロワッサン
- 日本経済新聞
- 神奈川新聞
- 朝日新聞（京都版）
- 朝日新聞（奈良版）
- MAQUIA

2020年
- ニッスイ　はぐくみ
- 夢21　2月号
- マタニティSTYLE
- BAMBOO　2月号
- 神奈川新聞
- Tarzan 3月号
- MyAge春号
- 大人の事情手帖
- 美ST3月号
- 厚生労働　3月号
- 美ST4月号
- 素敵なあの人4月号
- ESSE 4月号
- 素敵なあの人
- 週刊新潮
- 朝日新聞（奈良版）
- 腰らく塾
- 美ST　7月・8月合併号
- 毎日が発見7月号
- セルフドクター　夏号
- 婦人画報8月号
- 週刊女性
- クロワッサンムック
- Urology Today Vol.27,No2,2020
- 毎日が発見9月号
- 家庭画報10月号
- maquia11月号
- 婦人画報11月号
- 認知症の排泄ケアベッドサイドマニュアル
- 頻尿尿もれ　泌尿器科の名医が教える　最高の治し方　大全

2021年
- GLOW2月号
- 大人のおしゃれ手帖2月号
- 朝日新聞
- マタニティSTYLE
- 大人のおしゃれ手帖
- サンデー毎日
- 美的
- 朝日新聞
- 女性セブン
- 婦人画報6月号
- anan
- VOGUE7月号
- BAILA8月号
- 美ST8月号
- BAMBOO9月号
- 頻尿尿もれ自力で克服！
- VOCE
- 週刊現代
- DHCのクスリ
- FOODSTYLE21
- JUST　HEALTH
- 健康2022年

2022年
- BAMBOO1月号
- 臨床泌尿器科
- PHPからだスマイル
- ゆうゆう
- 大人のおしゃれ手帖
- マタニティスタイル
- 素敵なあの人
- 週刊現代3/12・3/19
- 週刊現代3/26
- Bella　Pelle
- 女性自身
- anan
- エクラ
- 婦人画報
- 若々
- クロワッサン
- MyAge夏号
- 美的GRAND 2022 夏号
- 婦人画報
- 女性自身
- クリニックBAMBOO　8月号
- 女性セブン
- NHKあさイチ vol.1 発刊記念スペシャル号
- サンキュ12月号
- リンネル12月号

2023年
- 週刊朝日
- クロワッサン
- 夕刊フジ
- DHAのクスリ
- ゆほびか
- 健康　夏号
- 婦人画報